# سندبايين (مقاطعة فومن)
سندبايين (بالفارسية: سندپایین) هي قرية تقع في غيلان في إيران. يقدر عدد سكانها بـ 371 نسمة بحسب إحصاء 2016.